# Lica-Lica Lemorai
O Futebol Clube Lica-Lica Lemorai, mais conhecido como Lica-Lica Lemorai, é uma agremiação timorense sediada em Viqueque, no Timor-Leste. 
Disputa atualmente a segunda divisão da Liga Futebol Timor-Leste, o campeonato nacional.

## História
Em 2015, com a criação da nova Liga Futebol, a equipe passou a fazer parte da segunda divisão timorense. Ao longo dos anos, a mesma tem se mantido estável nesta divisão, tendo em alguma temporadas chegado próxima da classificação.
Sua campanha de maior destaque foi na Taça 12 de Novembro de 2019 (a copa nacional), na qual chegou às quartas de final, tendo repetido o feito na edição seguinte. A equipa também participou da Copa FFTL de 2024, na qual foi eliminada na fase de grupos.